# Othakalmandapam
Othakalmandapam é uma panchayat (vila) no distrito de Coimbatore, no estado indiano de Tamil Nadu.

## Demografia
Segundo o censo de 2001,  Othakalmandapam  tinha uma população de 9681 habitantes. Os indivíduos do sexo masculino constituem 51% da população e os do sexo feminino 49%. Othakalmandapam tem uma taxa de literacia de 70%, superior à média nacional de 59.5%: a literacia no sexo masculino é de 78% e no sexo feminino é de 61%. Em Othakalmandapam, 9% da população está abaixo dos 6 anos de idade.